# Métairies-Saint-Quirin
Métairies-Saint-Quirin – miejscowość i gmina we Francji, w regionie Grand Est, w departamencie Mozela.
Według danych na rok 1990 gminę zamieszkiwało 251 osób, a gęstość zaludnienia wynosiła 26 osób/km² (wśród 2335 gmin Lotaryngii Métairies-Saint-Quirin plasuje się na 796. miejscu pod względem liczby ludności, natomiast pod względem powierzchni na miejscu 620.).